# Nadine Beiler
Nadine Beiler (* 27. května 1990, Inzing, Tyrolsko) je rakouská popová a R&B zpěvačka. Je známá coby vítězka třetí série rakouské pěvecké soutěže Starmania (2007) a reprezentantka Rakouska na Eurovision Song Contest 2011 v Düsseldorfu, kde s písní "The Secret Is Love" obsadila 18. místo se ziskem 64 bodů.

## Život a kariéra

### Počátky
Nadine se narodila v Inzingu, malém městečku v Tyrolsku. Oba její rodiče pracují ve zdravotnictví – matka jako masérka, otec jako lékař. Má sestru.
Od útlého věku Nadine zpívala na malých akcích a svatbách.

### 2006-2007: Starmania
V létě 2006 se Nadine zúčastnila tyrolského castingu do německé pěvecké televizní soutěže Starmania stanice ORF. V prvních dvou kolech castingu sklidila od poroty chválu, z třetího kola postoupila jako nejmladší zpěvačka do finálové osmnáctky.
V živých přenosech interpretovala písně od Christiny Aguilery, Simona & Garfunkela či Judy Garland.
26. prosince 2007 obdržela ve finálovém kole 68% všech diváckých hlasů (téměř půl milionu), porazila zpěváka Toma Neuwirtha a stala se vítězkou soutěže. Následně vydala první singl "Alles was du willst" a uspořádala turné po Rakousku.
Od října 2010 studuje v Innsbrucku právo.

### 2011: Eurovision Song Contest

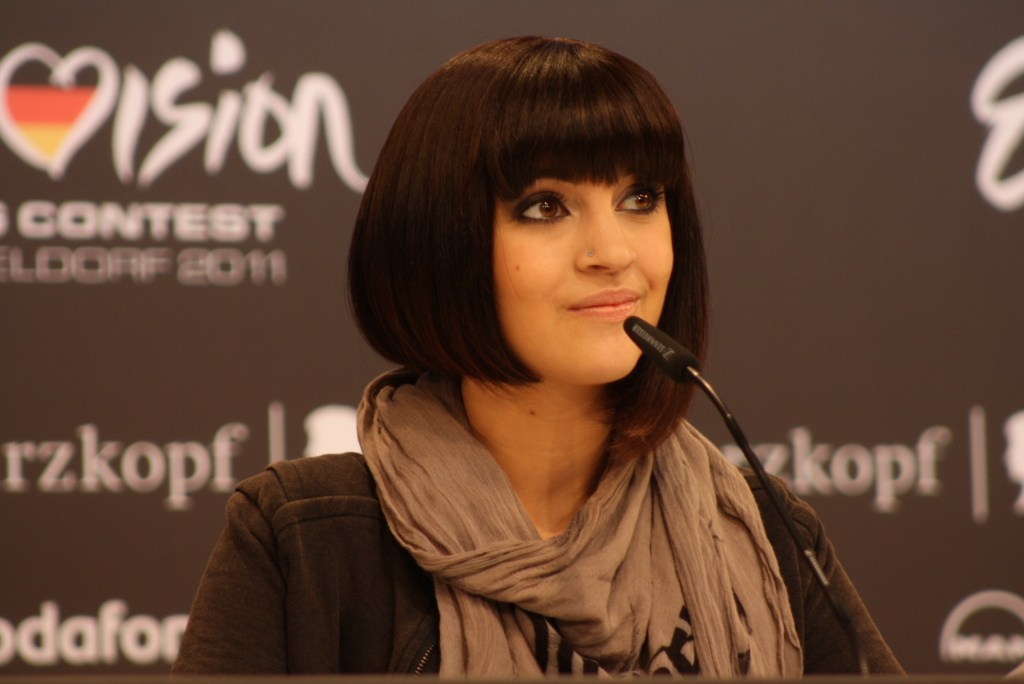
Nadine Beiler vystupuje na tiskové konferenci Eurovize 2011 v Düsseldorfu.

25. února 2011 Nadine zvítězila v národním kole Rakouska do Eurovision Song Contest v Düsseldorfu. S baladou "The Secret Is Love" získala 46,73% diváckých hlasů v superfinále, kde porazila druhé Trackshittaz.
V druhém mezinárodním semifinále se 12. května dostala mezi deset nejúspěšnějších vystupujících, díky čemuž postoupila do finále. Zde o dva dny později obsadila 18. místo se ziskem 64 bodů. Nejvyšší dvanáctibodové ohodnocení obdržela z Německa. Po zveřejnění dělených výsledků diváků a poroty vyšlo najevo, že odborní porotci Nadine ocenili 5. místem, zatímco diváci 24. (předposledním).

### 2012-
V létě 2013 Nadine plánuje vydání singlu "Right On" ve Velké Británii.

## Diskografie

### Studiová alba
| Název               | Detaily                                                                                         | Umístění |
| Název               | Detaily                                                                                         | Rakousko |
| ------------------- | ----------------------------------------------------------------------------------------------- | -------- |
| Komm doch mal rüber | - Vydáno: 25. května 2007 - Vydavatel: Universal Music - Formát: CD, digitální stažení          | 4        |
| I've Got a Voice    | - Vydáno: 13. května 2011 - Vydavatel: Sony Music Entertainment - Formát: CD, digitální stažení | 3        |

### Singly
| Rok  | Singl                 | Umístění | Album               |
| Rok  | Singl                 | Rakousko | Album               |
| ---- | --------------------- | -------- | ------------------- |
| 2007 | "Alles was du willst" | 2        | Komm doch mal rüber |
| 2007 | "Was wir sind"        | 15       | Komm doch mal rüber |
| 2011 | "The Secret Is Love"  | 9        | I've Got a Voice    |
| 2013 | "Right On"            |          |                     |